# Günseli Başar
Günseli Başar (Diyarbakır, 22 gennaio 1932 – Istanbul, 20 aprile 2013) è stata una modella turca, vincitrice del titolo di Miss Europa 1952.

## Biografia
Studentessa presso l'accademia di belle arti, Günseli partecipò ad un concorso di bellezza organizzato dal quotidiano Cumhuriyet, e vinse il titolo di Miss Turchia il 13 ottobre 1951. L'anno successivo, rappresentò la propria nazione nel concorso Miss Europa, tenuto a Napoli, diventando la prima Miss Turchia a vincere il titolo, il 20 agosto 1952.
Dopo la vittoria del titolo, la modella abbandonò gli studi ed all'età di ventitré anni, sposò Mehmet Kutsi Beğdeş, un uomo d'affari. Nel 1959 Günseli sposò il suo secondo marito, il sindaco di Smirne, Faruk Tunca, ma anche questa seconda unione durò poco. Dal suo secondo matrimonio comunque nacque una figlia, Aslı. Nel 1977 curò una rubrica per la rivista Hürriyet per quasi un anno, prima di avere un incidente automobilistico che al costrinse ad abbandonare il lavoro.
Ha vissuto a Bodrum fino alla morte, avvenuta nel 2013 all'età di 81 anni.